# Marinus Adam

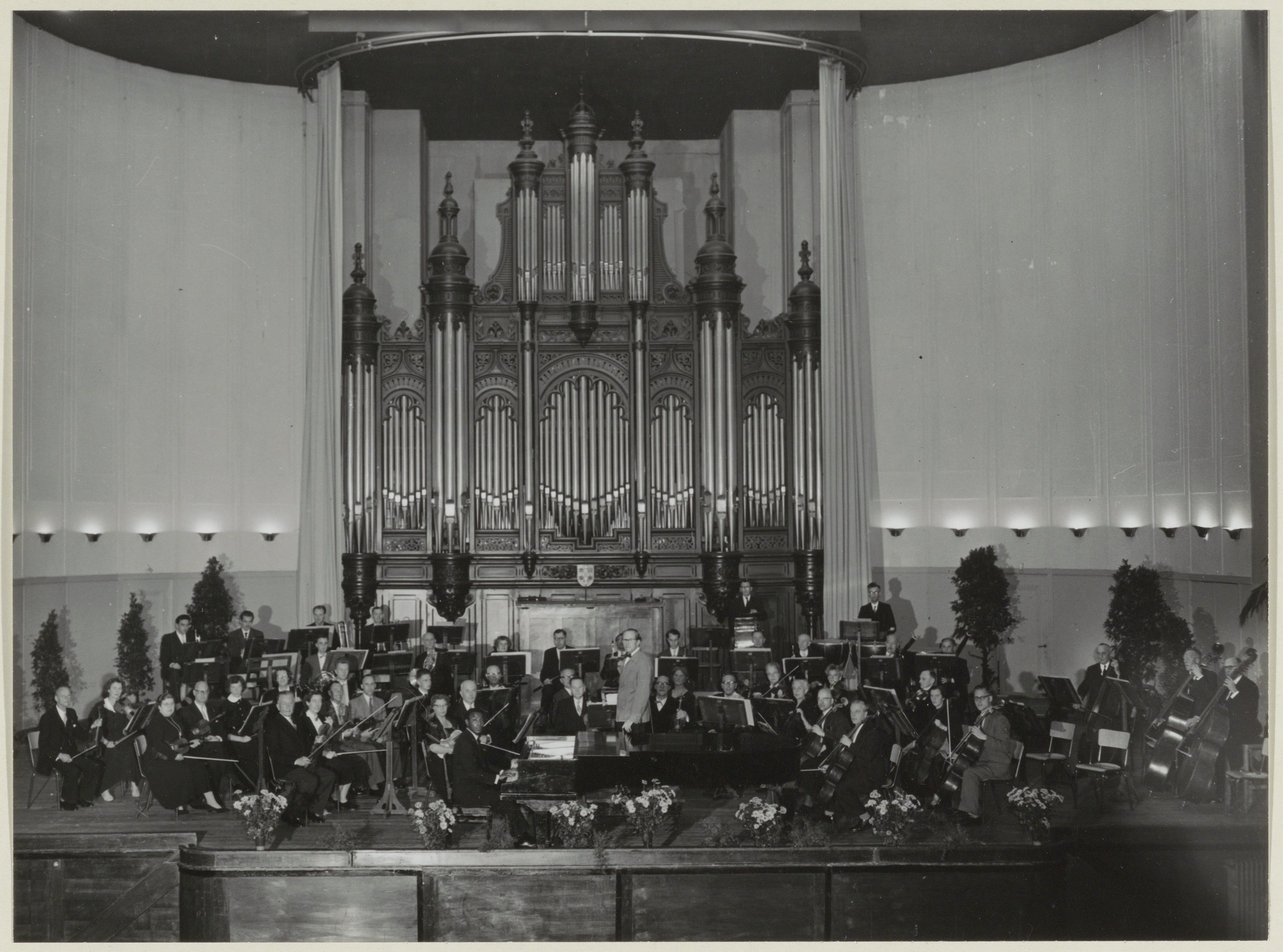
Marinus Adam leitet das Nordholländische Philharmonische Orchester

Marinus Adam (* 2. August 1900 in 's-Gravenhage, Den Haag, Niederlande; † 30. Mai 1977 in Haarlem, Niederlande) war ein niederländischer Klarinettist, Geiger, Dirigent und Komponist.

## Leben
Marinus Adams Vater war der Ladenbesitzer Tobias Adam. Marinus Adam studierte am Konservatorium in Den Haag Klarinette, Violine, Viola, Harmonielehre, Musiktheorie und Musikgeschichte. Seine Lehrer waren der belgische Bratschist Laurent Angenot (1873–1949), Christiaan Pieter Wilhelm Kriens (1881–1934), Hendrik Dirk van Ling (1855–1937),  Henri Viotta (1848–1933) und Johan Wagenaar. Danach studierte er Kontrapunkt und Fuge bei Jos de Klerk (1885–1969) in Haarlem. Mit 18 wurde er in den Fächern Violine und Klarinette graduiert. Im selben Jahr erhielt er durch Empfehlung seines Lehrers Kriens eine Stelle als Klarinettist und Bratscher im Haarlem Orchestra, damals noch Haarlem Muziekkorps genannt. 1923 heiratete er Elisabeth Mathilde Huijkman. Im Lauf der Zeit wurde er Erster Geiger. Nachdem er im Sommer 1927 bei diversen Probekonzerten das Orchester geleitet hatte, wurde er im Herbst des Jahres Zweiter Dirigent des Klangkörpers hinter Eduard van Beinum. 1939 wurde er zusammen mit Toon Verheij Co-Chefdirigent des Orchesters in Haarlem, dem Philharmonischen Orchester Nordholland. Er dirigierte eine populäre Konzertreihe für Schulkinder. 1965 verabschiedete er sich mit Joseph Haydns Abschiedssinfonie vom Philharmonischen Orchester Nordholland, war aber weiter als Gastdirigent bei verschiedenen Orchestern aktiv.
Der niederländische Komponist Hans Osieck (1910–2000) widmete Adam 1967 Divertimento en klein orkest.

## Werke (Auswahl)
Marinus Adam komponierte diverse Ballette, Orchesterwerke und Lieder. 1950 komponierte er die Filmmusik zu Myrte en de demonen [Myrte und die Dämonen]. 